# 国际法院规约
国际法院规约是联合国宪章的一部分。国际法院根据联合国宪章第十四章的规定运作。国际法院规约的章节包括：
- 第一章：法院的组织（第2至33条）
- 第二章：法院的管辖（第34条至第38条）
- 第三章：程序（第三十九至六十四条）
- 第四章：咨询意见（第65-68条）
- 第五章：修正（第69和70条）

根据第38.2条，如果双方同意，法院可以根据“公允及善良”原则裁判案件。

## 缔约方
| 成为联合国成员国后成为缔约国 经九十三条规定成为联合国成员国前成为缔约国 作为联合国观察成员的非缔约国 |

联合国所有的193个成员国都经批准联合国宪章，而成为国际法院条约的缔约国。根据联合国宪章第九十三条第二款的规定，非联合国会员国的国家可以成为国际法院条约的缔约国，但须经联合国安理会建议和联合国大会的批准。根据这些规定，截至2015年，联合国观察员国，巴勒斯坦和梵蒂冈以及任何其他国家都不是国际法院条约的缔约方。但是，在成为联合国成员国之前，瑞士（1948年至2002年），列支敦士登（1950年至1990年），圣马力诺（1954年至1992年），日本（1954年至1956年）和瑙鲁（1988年至1999年）都是国际法院条约的缔约方。